# Lee Myung-joo
Lee Myung-joo (Pohang, 24 april 1990) is een Zuid-Koreaans voetballer die doorgaans speelt als middenvelder. In januari 2022 verruilde hij Al-Wahda voor Incheon United. Lee maakte in 2013 zijn debuut in het Zuid-Koreaans voetbalelftal.

## Clubcarrière
Lee speelde al vanaf zijn dertiende levensjaar in de jeugdopleiding van Pohang Steelers. In 2012 werd de middenvelder doorgeschoven naar het eerste elftal en op 8 april van dat jaar maakte hij zijn competitiedebuut tegen Seongnam (0–2 verlies). Lee veroverde al snel een basisplaats en die behield hij tot aan 2014, toen hij slechts in elf duels in actie kwam. In de zomer van 2014 besloot de international van Zuid-Korea de overstap te maken naar het buitenland. Het Arabische Al Ain betaalde circa vijf miljoen euro voor zijn diensten. Gedurende drie seizoenen had Lee overwegend een basisplaats in de Emiraten, waarna hij terugkeerde naar Zuid-Korea om voor FC Seoul te gaan spelen. Om te voldoen aan zijn militaire dienstplicht ging hij begin 2018 voor twee jaar op huurbasis spelen voor Asan Mugunghwa. Na zijn terugkeer bij Seoul, speelde hij nog een half jaar voor die club. Daarna werd de Koreaan overgenomen door Al-Wahda. In januari 2022 keerde Lee terug naar Zuid-Korea, waar hij voor Incheon United ging spelen.

## Clubstatistieken
| Seizoen | Club             | Competitie     | Competitie | Competitie | Beker | Beker | Internationaal | Internationaal | Totaal | Totaal |
| Seizoen | Club             | Competitie     | Wed.       | Dlp.       | Wed.  | Dlp.  | Wed.           | Dlp.           | Wed.   | Dlp.   |
| ------- | ---------------- | -------------- | ---------- | ---------- | ----- | ----- | -------------- | -------------- | ------ | ------ |
| 2012    | Pohang Steelers  | K League 1     | 35         | 5          | 4     | 0     | 2              | 0              | 41     | 5      |
| 2013    | Pohang Steelers  | K League 1     | 34         | 7          | 4     | 0     | 6              | 1              | 44     | 8      |
| 2014    | Pohang Steelers  | K League 1     | 11         | 5          | 0     | 0     | 7              | 1              | 18     | 6      |
| 2014/15 | Al Ain           | UAE Pro League | 23         | 2          | 3     | 1     | 12             | 1              | 38     | 4      |
| 2015/16 | Al Ain           | UAE Pro League | 23         | 3          | 7     | 1     | 8              | 1              | 38     | 5      |
| 2016/17 | Al Ain           | UAE Pro League | 24         | 0          | 5     | 0     | 14             | 2              | 43     | 2      |
| 2017    | FC Seoul         | K League 1     | 13         | 2          | 0     | 0     | —              | —              | 13     | 2      |
| 2018    | → Asan Mugunghwa | K League 2     | 30         | 5          | 2     | 1     | —              | —              | 32     | 6      |
| 2019    | → Asan Mugunghwa | K League 2     | 19         | 2          | 0     | 0     | —              | —              | 19     | 2      |
| 2019    | FC Seoul         | K League 1     | 10         | 1          | 0     | 0     | —              | —              | 10     | 1      |
| 2019/20 | Al-Wahda         | UAE Pro League | 7          | 0          | 0     | 0     | 2              | 0              | 9      | 0      |
| 2020/21 | Al-Wahda         | UAE Pro League | 25         | 3          | 1     | 0     | 7              | 0              | 33     | 3      |
| 2021/22 | Al-Wahda         | UAE Pro League | 5          | 0          | 0     | 0     | 2              | 0              | 7      | 0      |
| 2022    | Incheon United   | K League 1     | 34         | 4          | 0     | 0     | —              | —              | 34     | 4      |
| 2023    | Incheon United   | K League 1     | 25         | 2          | 1     | 0     | 2              | 0              | 28     | 2      |
| 2024    | Incheon United   | K League 1     | 27         | 0          | 0     | 0     | —              | —              | 27     | 0      |
| 2025    | Incheon United   | K League 2     | 8          | 1          | 0     | 0     | —              | —              | 8      | 1      |
| Totaal  | Totaal           | Totaal         | 353        | 42         | 27    | 3     | 62             | 6              | 442    | 51     |

Bijgewerkt op 30 april 2025.

## Interlandcarrière
Zijn debuut in het Zuid-Koreaans voetbalelftal maakte Lee op 11 juni 2013, toen er met 1–0 gewonnen werd van Oezbekistan. De middenvelder mocht in de basis beginnen en speelde het gehele duel mee.
| Interlands van Lee voor Zuid-Korea | Interlands van Lee voor Zuid-Korea | Interlands van Lee voor Zuid-Korea | Interlands van Lee voor Zuid-Korea | Interlands van Lee voor Zuid-Korea | Interlands van Lee voor Zuid-Korea |
| №                                  | Datum                              | Wedstrijd                          | Uitslag                            | Competitie                         | Goals                              |
| Als speler bij Pohang Steelers     | Als speler bij Pohang Steelers     | Als speler bij Pohang Steelers     | Als speler bij Pohang Steelers     | Als speler bij Pohang Steelers     | Als speler bij Pohang Steelers     |
| ---------------------------------- | ---------------------------------- | ---------------------------------- | ---------------------------------- | ---------------------------------- | ---------------------------------- |
| 1                                  | 11 juni 2013                       | Zuid-Korea – Oezbekistan           | 1 – 0                              | WK 2014 kwalificatie               |                                    |
| 2                                  | 18 juni 2013                       | Zuid-Korea – Iran                  | 0 – 1                              | WK 2014 kwalificatie               |                                    |
| 3                                  | 20 juli 2013                       | Zuid-Korea – Australië             | 0 – 0                              | Oost-Azië Cup 2013                 |                                    |
| 4                                  | 28 juli 2013                       | Zuid-Korea – Japan                 | 1 – 2                              | Oost-Azië Cup 2013                 |                                    |
| 5                                  | 14 augustus 2013                   | Zuid-Korea – Peru                  | 0 – 0                              | Vriendschappelijk                  |                                    |
| 6                                  | 6 september 2013                   | Zuid-Korea – Haïti                 | 4 – 1                              | Vriendschappelijk                  |                                    |
| 7                                  | 26 januari 2014                    | Costa Rica – Zuid-Korea            | 0 – 1                              | Vriendschappelijk                  |                                    |
| 8                                  | 30 januari 2014                    | Mexico – Zuid-Korea                | 4 – 0                              | Vriendschappelijk                  |                                    |
| 9                                  | 1 februari 2014                    | Verenigde Staten – Zuid-Korea      | 2 – 0                              | Vriendschappelijk                  |                                    |
| Als speler bij Al Ain              |                                    |                                    |                                    |                                    |                                    |
| 10                                 | 5 september 2014                   | Zuid-Korea – Venezuela             | 3 – 1                              | Vriendschappelijk                  | 33'                                |
| 11                                 | 8 september 2014                   | Zuid-Korea – Uruguay               | 0 – 1                              | Vriendschappelijk                  |                                    |
| 12                                 | 10 oktober 2014                    | Zuid-Korea – Paraguay              | 2 – 0                              | Vriendschappelijk                  |                                    |
| 13                                 | 4 januari 2015                     | Saoedi-Arabië – Zuid-Korea         | 0 – 2                              | Vriendschappelijk                  |                                    |
| 14                                 | 13 januari 2015                    | Koeweit – Zuid-Korea               | 0 – 1                              | AK 2015                            |                                    |
| Als speler bij FC Seoul            |                                    |                                    |                                    |                                    |                                    |
| 15                                 | 7 juli 2017                        | Irak – Zuid-Korea                  | 0 – 0                              | Vriendschappelijk                  |                                    |
| 16                                 | 14 november 2017                   | Zuid-Korea – Servië                | 1 – 1                              | Vriendschappelijk                  |                                    |
| 17                                 | 9 december 2017                    | Zuid-Korea – China                 | 2 – 2                              | Oost-Azië Cup 2017                 |                                    |
| 18                                 | 12 december 2017                   | Noord-Korea – Zuid-Korea           | 0 – 1                              | Oost-Azië Cup 2017                 |                                    |

Bijgewerkt op 30 april 2025.

## Erelijst
| Competitie       |                 |                 |                 |                 |
| Competitie       | Aantal          | Jaren           |                 |                 |
| Pohang Steelers  | Pohang Steelers | Pohang Steelers | Pohang Steelers | Pohang Steelers |
| ---------------- | --------------- | --------------- | --------------- | --------------- |
| K League 1       | 1               | 2013            |                 |                 |
| Koreaanse FA Cup | 2               | 2012, 2013      |                 |                 |
| Al Ain           |                 |                 |                 |                 |
| UAE Pro League   | 1               | 2014/15         |                 |                 |
| Asan Mugunghwa   |                 |                 |                 |                 |
| K League 2       | 1               | 2018            |                 |                 |